# Hiremane, Sagar
Hiremane là một làng thuộc tehsil Sagar, huyện Shimoga, bang Karnataka, Ấn Độ.